# Слобода (Козельский район)
Слобода — деревня в Козельском районе Калужской области. Входит в состав Сельского поселения «Село Чернышено».
Расположена примерно в 1 км к юго-востоку от села Чернышено.

## Население
На 2010 год население составляло 19 человек.